# Sport à Saint-Pétersbourg

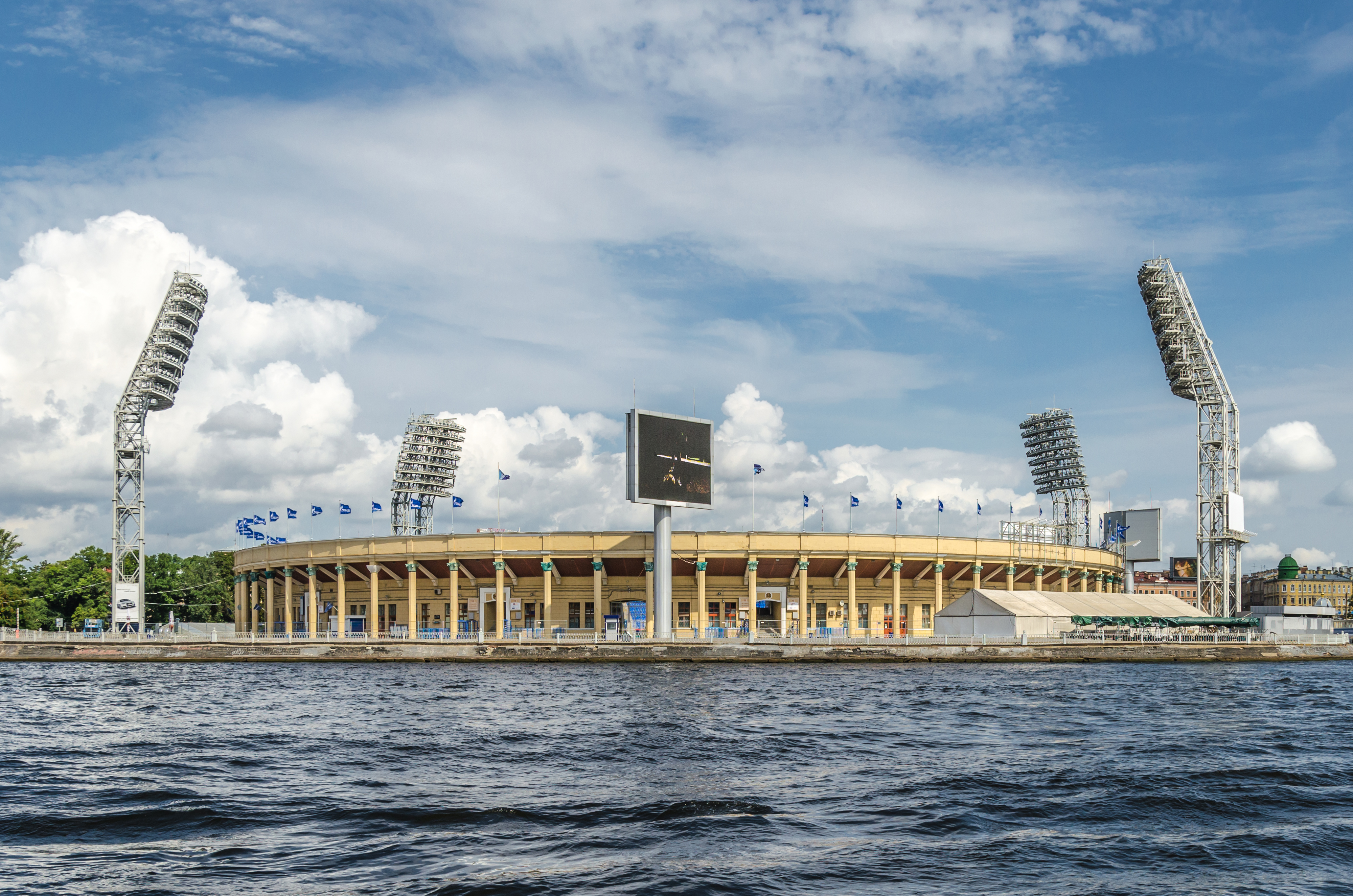
Le stade Petrovski à Saint-Pétersbourg.

Le sport à Saint-Pétersbourg est connu dans toute la Russie grâce à ses stades et ses salles de sports.
Le Palais des sports Ioubileïny, le Stade Petrovski et le Palais de glace Saint-Pétersbourg sont les lieux de rencontres sportives internationales. Plusieurs sports comme le football, le patinage artistique, le hockey, et le basketball sont développés de façon que les amateurs ou les professionnels puissent jouer. 

## Principaux clubs
- Omnisports
  - Spartak Saint-Pétersbourg
- Football
  - Zénith Saint-Pétersbourg (évolue en Premier-Liga)
  - FK Dinamo Saint-Pétersbourg
  - FK Lokomotiv Saint-Pétersbourg
- Basket-ball
  - Spartak Saint-Pétersbourg (évolue en Superligue)
- Hockey sur glace
  - SKA Saint-Pétersbourg (évolue en Ligue continentale de hockey)
  - HK VMF Carélie (évolue en Ligue majeure de hockey)
  - Spartak Saint-Pétersbourg (évolue en Vyschaïa Liga)
- handball
  - Saint-Pétersbourg HC (évolue en Super League)
- volley-ball
  - Spartak Saint-Pétersbourg (évolue en Superliga)

## Principal club disparu
- Basket-ball
  - Dynamo Saint-Pétersbourg (disparu en 2006)

## Infrastructures

### Complexe sportif

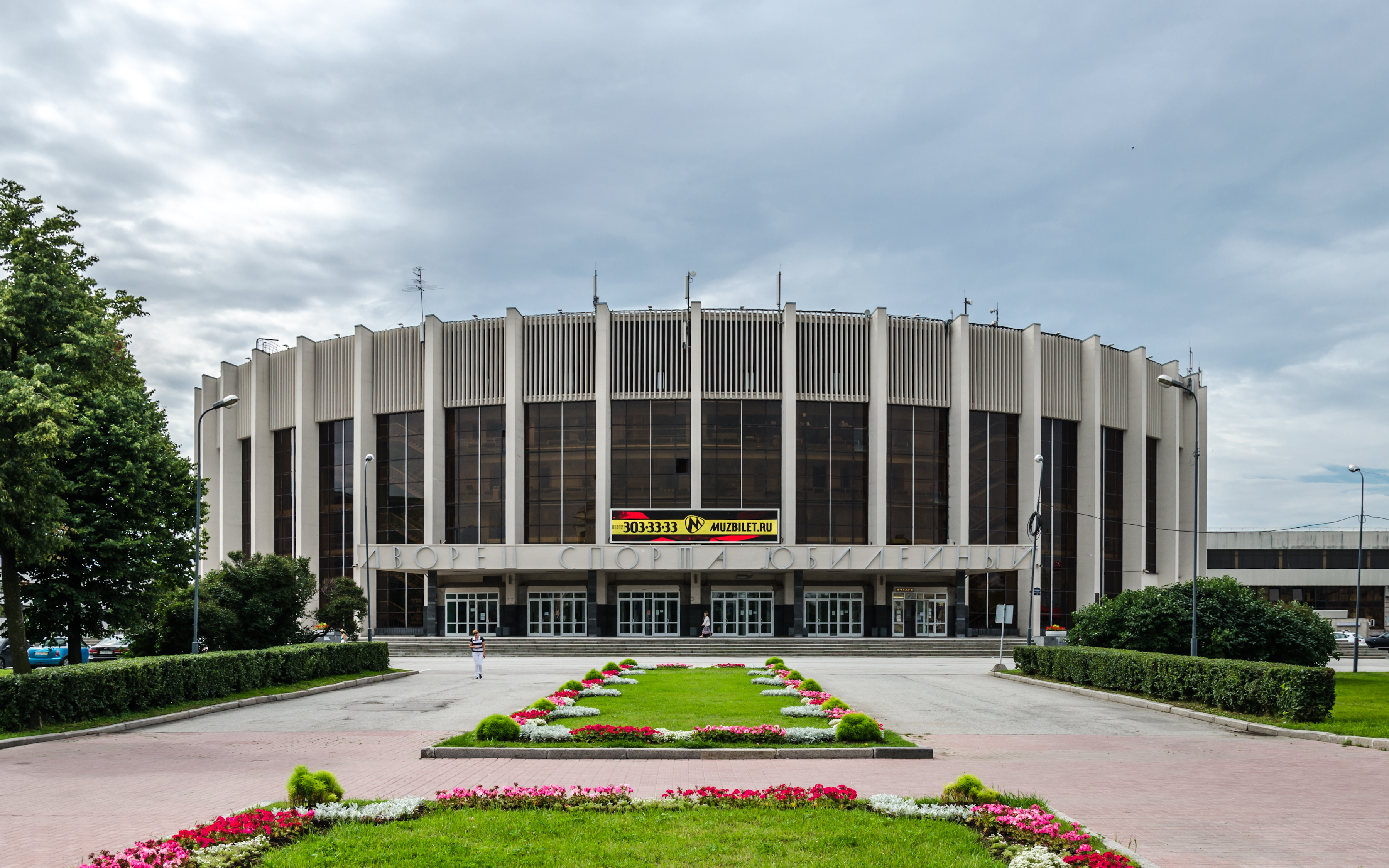
Le Palais des sports de Saint-Pétersbourg.

- Complexe sportif et scénique pétersbourgeois (25 000 places)
- Palais de glace Saint-Pétersbourg (12 300 places)
- Palais des sports Ioubileïny (7 012 places)

### Stade
- Nouveau stade du FK Zenit (69 500 places)
- Stade Kirov (110 000 places)
- Stade Petrovski (22 000 places)